# Grzybnica (Koszalin)
Pour les articles homonymes, voir Grzybnica.
Grzybnica est une localité polonaise de la gmina rurale de Manowo, située dans le powiat de Koszalin en voïvodie de Poméranie-Occidentale. Elle se situe à environ 20 km au sud-est de la ville de Koszalin et 138 km au nord-est de la capitale régionale Szczecin.

## Géographie

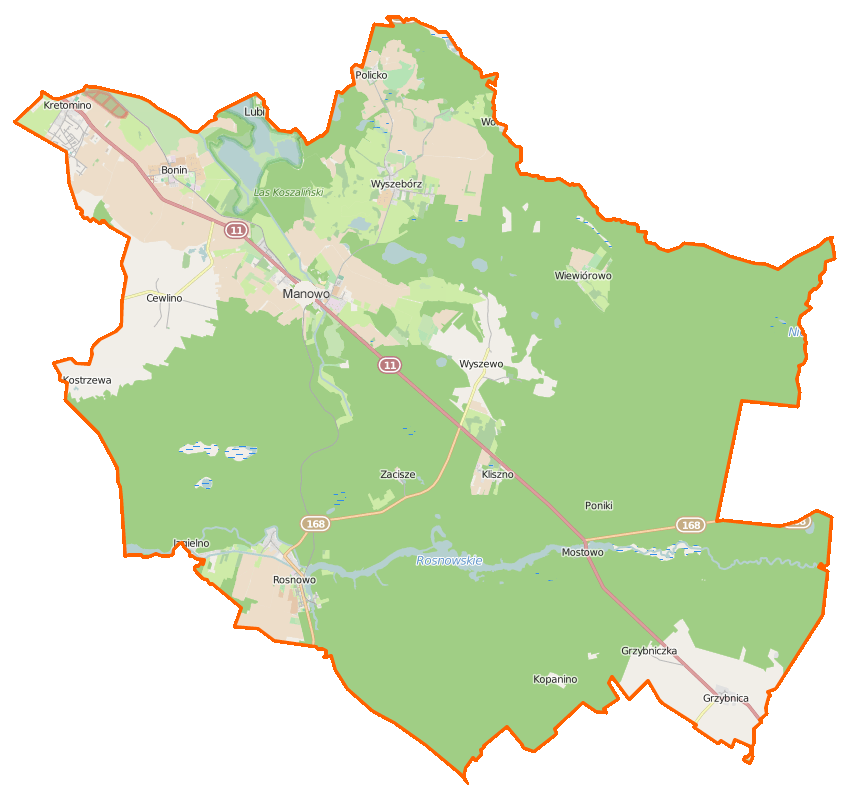
Carte de la gmina de Manowo.

## Archéologie
Un site archéologique datant des Ier à IIIe siècle de notre ère (une réserve archéologique (la)) se trouve à environ 2,5 km au nord de Grzybnica. Il s’agit d’un cimetière lié à la présence des Goths en Poméranie (culture de Wielbark) avec des cercles de pierres, kourgans et pavements en pierre,.